# Gabrica (obwód Szumen)
Gabrica (bułg. Габрица) – wieś w Bułgarii, w obwodzie Szumen, w gminie Wenec. W 2024 roku liczyła 459 mieszkańców.